# 高見村
高見村（たかみそん）は奈良県南東部、吉野郡に属していた村。現在は東吉野村の一部。

## 歴史
- 1889年（明治22年）4月1日 - 町村制の施行により、吉野郡 鷲家村、萩原村、日裏村、伊豆尾村、木津村、杉谷村、平野村、滝野村、谷尻村が合併し、吉野郡高見村が成立。大字鷲家に役場を設置。
- 1949年（昭和24年）1月1日 - 大字鷲家が小川村へ編入される。役場を大字木津へ移す。
- 1958年（昭和33年）3月1日 - 小川村、四郷村と合併し、東吉野村が発足。同日高見村廃止。

## 地域

### 学校[2]
1947年（昭和22年）4月の学制改革時に存在した学校を記す。

#### 中学校
- 高見村立高見中学校（木津）

#### 小学校
- 高見村立高見小学校（木津） - 学区は大字木津の全学年、大字杉谷と大字谷尻の4～6年生。
- 高見村立高見小学校第一分校（杉谷） - 学区は大字杉谷と大字平野出合の1～3年生。
- 高見村立高見小学校第二分校（日裏） - 学区は大字日裏の全学年。
- 高見村立高見小学校第三分校（谷尻） - 学区は大字谷尻の1～3年生。
- 高見村立平野小学校（平野） - 1949年4月1日高見小学校（新設）に統合、高見小学校第一分校となるも、1954年（昭和29年）4月1日再独立。
- 高見村立伊豆尾小学校（伊豆尾） - 1949年4月1日高見小学校（新設）に統合、高見小学校第三分校となるも、1954年（昭和29年）4月1日再独立。

#### 廃校
- 高見村立高見中学校鷲家分教室（鷲家） - 1949年（昭和24年）1月1日大字鷲家の小川村編入に伴い廃止。
- 高見村立鷲家小学校（鷲家） - 1949年（昭和24年）1月1日小川村へ移管し、小川村立鷲家小学校となる。
- 高見村立木津小学校（木津） - 1949年4月1日高見小学校（新設）に統合。
- 高見村立日裏小学校（日裏） - 1949年4月1日高見小学校（新設）に統合、高見小学校第四分校となる。1954年（昭和29年）4月1日第二分校と改称。
- 高見村立谷滝小学校（谷尻） - 1949年4月1日高見小学校（新設）に統合、高見小学校第五分校となる。1954年（昭和29年）4月1日第三分校と改称。
- 高見村立杉谷小学校（杉谷） - 1949年4月1日高見小学校（新設）に統合、高見小学校第二分校となる。1954年（昭和29年）4月1日第一分校と改称。

## 交通

### 鉄道路線
村内を通過する鉄道路線なし

### 道路
- 二級国道166号（現：国道166号）